# Joël de Tombe
Joël de Tombe (Eindhoven, 26 maart 1981) is een Nederlands acteur en zanger.
De Tombe zat vanaf zijn 17e tot zijn 20e in de boyband All Of Us doordat zijn oom Ruud Boes, zanger van onder meer de Jody Singers hem meenam naar producer Eeg van Kruisdijk. Als vooraanstaand zanger binnen de groep All Of Us trad hij onder andere op bij het Nationaal Songfestival. Bij Idols viel De Tombe op door het feit dat zijn vader geen kans onbenut liet om de loftrompet voor zijn zoon te steken. Hij eindigde uiteindelijk in de workshop-ronde en ging met een vierde plaats net niet door naar de volgende ronde. De Tombe kreeg echter van de jury de wildcard en mocht dus toch meedoen aan de liveshows. Op zaterdag 26 januari 2003 eindigde voor hem Idols.
De Tombe werd vanaf 2017 bekend door zijn rol als Mark van Amstel in de soap Nieuwe Tijden. Vanaf 2021 is hij zanger van de Duitse boyband Team 5ünf.

## Filmografie
- 2003 - Idols 1, zichzelf
- 2003 - PaPaul, zichzelf
- 2007 - Life & Cooking, zichzelf
- 2007 - De Wereld Draait Door, zichzelf
- 2009 - S1ngle, Reli Jongere
- 2009 - De bende van Oss, chauffeur Hedeman
- 2014 - Smeris, meneer Hesselink
- 2014 - StartUp, Pieter Wolfsen
- 2014 - U kunt nog stemmen (documentaire), zichzelf
- 2016 - Moordvrouw, koerier
- 2016 - Of ik gek ben, Roel
- 2016 - Fataal, Kortooms
- 2014-17 - Flikken Maastricht, Joe Verwaayen
- 2017 - De Mannentester, Laurens
- 2017 - Goede tijden, slechte tijden, Mark van Amstel
- 2017–18 Nieuwe Tijden, Mark van Amstel
- 2018 - Puppy Patrol (aflevering 3 van seizoen 2), Sil
- 2017 tot heden - Voice-over van Lotto
- 2022 - Pinocchio, Japie Krekel (stem)